# Daya Murni (Pelepat Ilir)
Daya Murni is een bestuurslaag in het regentschap Bungo van de provincie Jambi, Indonesië. Daya Murni telt 2901 inwoners (volkstelling 2010).